# Acalypha capitellata
Acalypha capitellata é uma espécie de flor do gênero Acalypha, pertencente à família Euphorbiaceae.